# Соколов (Адыгея)
Соколов — хутор в Кошехабльском муниципальном районе Республики Адыгея России.
Входит в Егерухайское сельское поселение.

## Население
| 2002 | 2010 | 2013 | 2014 | 2015 | 2016 | 2017 |
| ---- | ---- | ---- | ---- | ---- | ---- | ---- |
| 25   | ↘0   | →0   | →0   | →0   | →0   | →0   |
| 2018 | 2019 | 2020 | 2021 | 2023 | 2024 |      |
| →0   | →0   | →0   | →0   | →0   | →0   |      |

## Улицы
- Восточная,
- Западная,
- Колхозная,
- Новая,
- Северная.